# 1248 Jugurtha
Az 1248 Jugurtha (ideiglenes jelöléssel 1932 RO) a Naprendszer kisbolygóövében található aszteroida. Cyril Jackson fedezte fel 1932. szeptember 1-én, Johannesburgban.